# Új-Brunswick
Új-Brunswick (angolul New Brunswick, franciául Nouveau-Brunswick) Kanada harmadik legkisebb tartománya.

## Neve
A tartomány neve a német Braunschweig angol fordítása.

## Földrajza

Új-Brunswick domborzati térképe

Az ország délkeleti részén található, az Atlanti-óceán partján. Területe állóvizekkel együtt 72 908 km².
Új-Brunswickot északról Québec és a Chaleur-öböl, keleten a Szent Lőrinc-öböl és a Northumberland-szoros, délen az Új-Skóciai-félsziget (Új-Skócia) és a Fundy-öböl, nyugaton pedig az USA Maine állama határolja. 
Bár hosszú tengerpartja van, a tartományra inkább a kontinentális éghajlat jellemző.
A tartomány legnagyobb folyói a St. Croix, a Saint John, a Kennebecasis, a Petitcodiac, a Miramichi, a Nepisiguit és a Restigouche.
Új-Brunswick északi részét az Appalache-hegység és az Új-brunswicki-alföld foglalja el. A 300 méteres magasságig emelkedő Caledonia-felföld és a St. Croix-felföld a Fundy-öböl parti területeit foglalja el. A tartomány északnyugati részén található a Miramichi-felföld és a Chaleur-felföld, valamint a Notre Dame-hegység, melynek legmagasabb pontja a 820 méteres Mount Carleton.
A tartomány 80%-át erdők borítják. Mezőgazdasági területek főleg a Saint John folyó felső folyásánál, valamint a Kennebecasis és Petitcodiac folyók völgyében találhatók. A három nagyobb városi terület Új-Brunswick déli részén található.

## Története

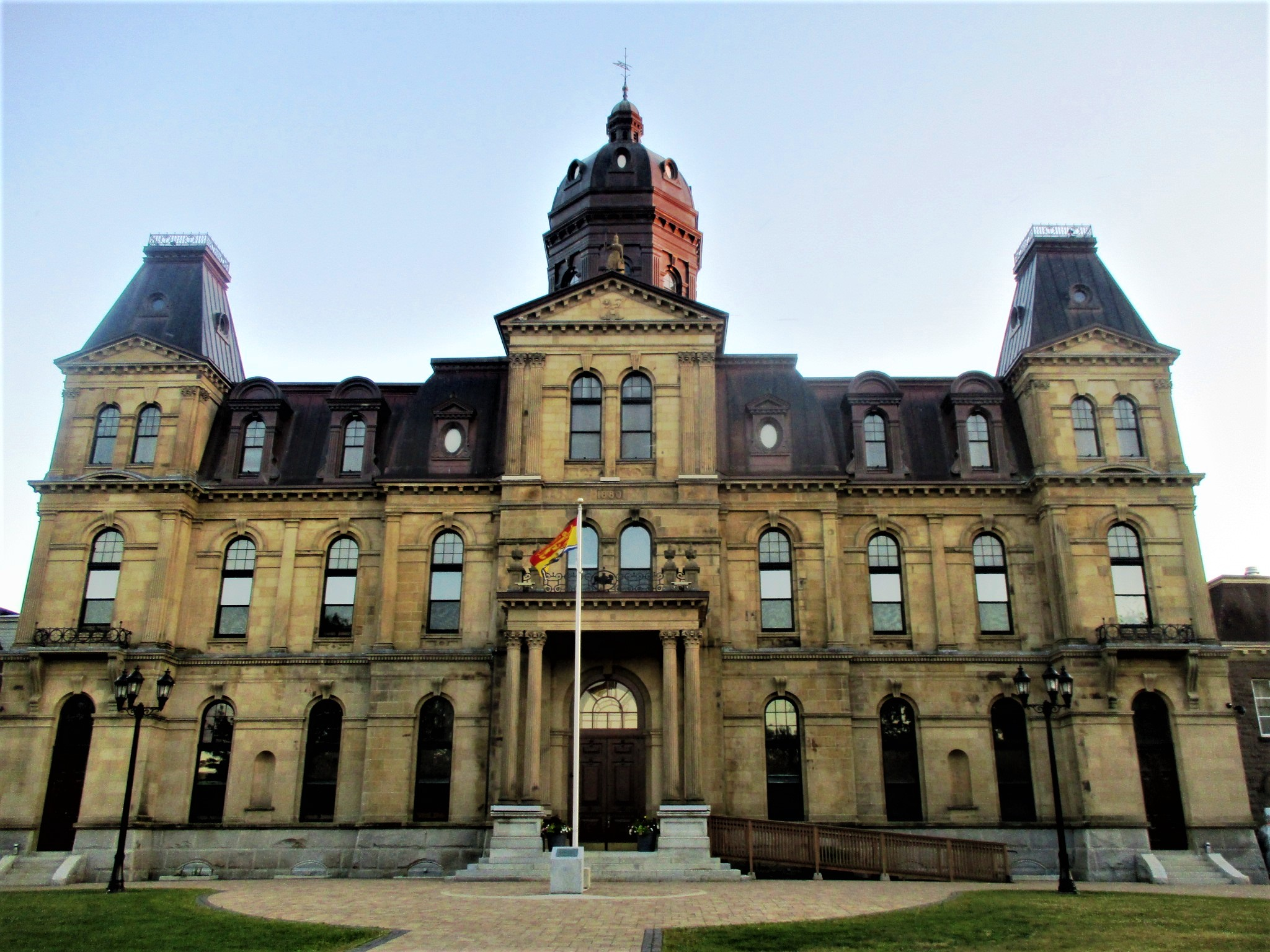
A törvényhozás épülete Frederictonban

### Francia gyarmati kor
Új-Brunswick első ismert felderítése a francia felfedező, Jacques Cartier nevéhez fűződik 1534-ben. 1604-ben a franciák Pierre Dugua és Samuel de Champlain vezetésével a St. Croix-szigeten hozták létre téli táborhelyüket. A következő években áttelepültek az új-skóciai Port Royalba. A rákövetkező 150 évben a franciák több települést is alapítottak a St. John-folyó és a Fundy-öböl partján. Az egész régiót a francia Acadia részévé nyilvánították.
Az 1713-as utrechti béke értelmében Új-Skócia a britek kezébe, így Acadia lakosságának legnagyobb része brit fennhatóság alá került. Maradék területe, főleg Új-Brunswick, kevésbé lakott és kevésbé védett volt, ezért a franciák a 18. században három nagyobb erődítményt emeltek (Fort Beauséjour, Fort Gaspareaux, Fortress Louisburg).
A hétéves háború folyamán (1756–63) Új-Brunswick is brit fennhatóság alá került.

### Brit gyarmati kor
A hétéves háború után Új-Skócia, Új-Brunswick és Maine egyes részei egyesültek Sunbury Country néven. Az amerikai függetlenségi háború mérsékelt hatással volt a régióra. A brit közigazgatás a hatékonyság növelése érdekében 1784-ben létrehozta Új-Brunswick gyarmatot.
A függetlenségi háborút lezáró párizsi béke (1783) nem egyértelműen határozta meg a határokat Maine és Új-Brunswick között. Az 1830-as években a megnövekedett lakosság és a növekedő fakitermelés egyértelmű határokat kívánt. 1838–39 telén a helyzet elmérgesedett. A vér nélküli aroostooki háború végeredménye a határok pontos meghatározása, az az 1842-es Webster–Ashburton-megegyezés lett.
A 18. és 19. század folyamán több betelepülő érkezett Skóciából, Angliából és Írországból, akik főleg a tengerparti területeket népesítették be.

### A kanadai tartomány
Új-Brunswick egyike volt a Kanadai Konföderációt létrehozó négy tartománynak 1867. július 1-jén.

## Népesség
Becslés alapján 2008 áprilisában a tartomány népessége 751 527 fő volt.

### Vallás
52% római katolikus, 22% protestáns, 3% pünkösdista, 8% ateista vagy agnoszticista.

### Nyelvek

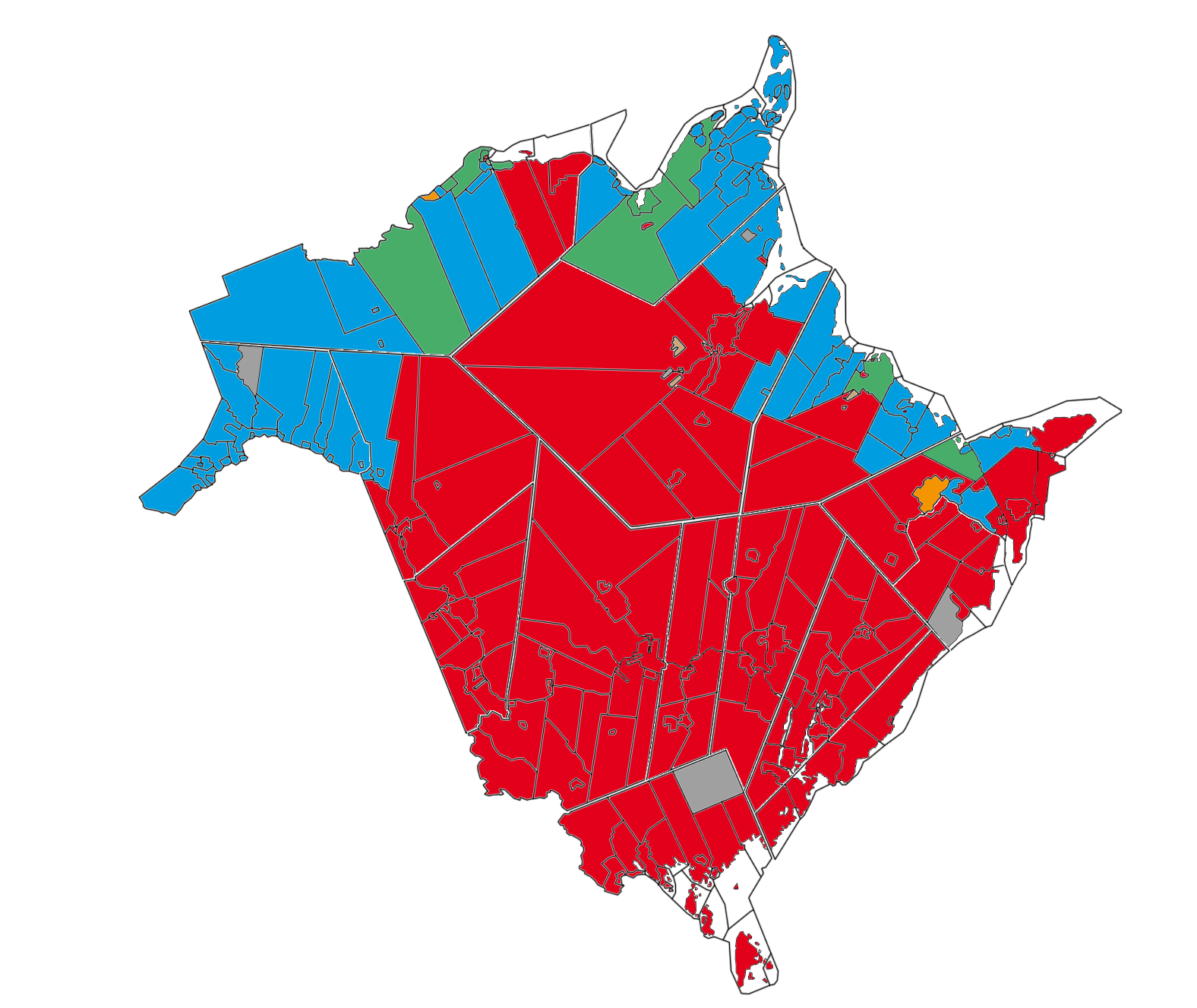
Új-Brunswick nyelvi térképe

Új-Brunswick Kanada egyetlen alkotmányosan kétnyelvű tartománya.
A tartomány lakosainak többsége angol, a franciául beszélők aránya 32%. 

### Legnépesebb települések
| Kép        | Rang | Város       | Megye          | Népesség | Rang | Város               | Megye       | Népesség | Kép         |
| ---------- | ---- | ----------- | -------------- | -------- | ---- | ------------------- | ----------- | -------- | ----------- |
| Moncton    | 1.   | Moncton     | Westmorland    | 79 470   | 11.  | Rothesay            | Kings       | 11 977   | Fredericton |
| Moncton    | 2.   | Saint John  | Saint John     | 69 895   | 12.  | Oromocto            | Sunbury     | 9 045    | Fredericton |
| Moncton    | 3.   | Fredericton | York megye     | 63 116   | 13.  | Shediac             | Westmorland | 7 535    | Fredericton |
| Moncton    | 4.   | Dieppe      | Westmorland    | 28 114   | 14.  | Campbellton         | Restigouche | 7 047    | Fredericton |
| Moncton    | 5.   | Riverview   | Albert         | 20 584   | 15.  | Beaubassin East     | Westmorland | 6 718    | Fredericton |
| Saint John | 6.   | Quispamsis  | Kings          | 18 768   | 16.  | Sackville           | Westmorland | 6 099    | Dieppe      |
| Saint John | 7.   | Miramichi   | Northumberland | 17 692   | 17.  | Woodstockl          | Carleton    | 5 553    | Dieppe      |
| Saint John | 8.   | Edmundston  | Madawaska      | 16 437   | 18.  | Grand Falls         | Victoria    | 5 220    | Dieppe      |
| Saint John | 9.   | Tracadie    | Gloucester     | 16 043   | 19.  | Memramcook          | Westmorland | 5 029    | Dieppe      |
| Saint John | 10.  | Bathurst    | Gloucester     | 12 157   | 20.  | Grand Bay-Westfield | Kings       | 4 967    | Dieppe      |

### Legnagyobb agglomerációk
| Agglomeráció                         | Népesség |
| ------------------------------------ | -------- |
| Moncton Census metropolitan area     | 157 717  |
| Saint John Census metropolitan area  | 130 613  |
| Fredericton Census metropolitan area | 108 610  |
| Bathurst Census agglomeration        | 31 387   |
| Miramichi Census agglomeration       | 27 593   |
| Edmundston Census agglomeration      | 22 144   |
| Campbellton Census agglomeration     | 13 330   |

## Közigazgatás
A tartomány 15 megyére oszlik.
| - Albert megye - Carleton megye - Charlotte megye - Gloucester megye - Kent megye | - Kings megye - Madawaska megye - Northumberland megye - Queens megye - Restigouche megye | - Saint John megye - Sunbury megye - Victoria megye - Westmorland megye - York megye |

## Látnivalók
Új-Brunswickban két nemzeti park és tizenkét tartományi (provincial) park, valamint 61 nemzeti történelmi emlékhely található
Nemzeti parkok
- Fundy National Park
- Kouchibouguac National Park

Tartományi parkok
- Les Jardins de la République Provincial Park
- Herring Cove Provincial Park
- Mactaquac Provincial Park
- Mount Carleton Provincial Park
- Murray Beach Provincial Park
- New River Beach Provincial Park
- Parlee Beach Provincial Park
- The Rocks Provincial Park
- Sugarloaf Provincial Park
- The Anchorage Provincial Park
- Val Comeau Provincial Park
- Oak Bay Provincial Park